# Anne Démians
Anne Démians, née le 26 octobre 1963 à Colmar, est une architecte française qui a ouvert sa première agence en 1995.
En 2005, elle fonde une agence, Architectures Anne Démians, dans le 10e arrondissement de Paris.

## Biographie
Née le 26 octobre 1963 à Colmar, Anne Démians étudie l'architecture à l'École nationale supérieure d’architecture de Versailles, obtenant son diplôme en 1987.
Depuis 1998, Anne Démians enseigne dans les différentes écoles d'architecture : à Rennes (École nationale supérieure d'architecture de Bretagne), à Berlin et à Paris (École spéciale d'architecture, l'Université Paris-Dauphine).
À partir de 2005, elle dirige une agence de 30 architectes et ingénieurs. Ses interventions portent aussi sur des restructurations et extensions de bâtiments patrimoniaux et d'équipements lourds, tels que l'École supérieure de physique et de chimie industrielles de la ville de Paris (ESPCI) et de Chimie Industrielles, l'Hôtel-Dieu à Paris, le projet du Grand Nancy Thermal, ainsi que des sujets de prospective alternative aux usages de la réversibilité, tels que les Black Swans à Strasbourg et IN&DI, pôle tertiaire à Aubervilliers. Le projet Quai Ouest, dans le centre de Nancy, est achevé en 2015, un bâtiment de 10 000 m2 avec 640 fenêtres oblongues abrite des bureaux, un hôtel et plusieurs magasins,.
En mai 2015, Anne Démians remporte le concours pour la rénovation de l'ESPCI ParisTech et sa transformation en centre de recherche. Sa conception comprend 38 000 m2 d'espace supplémentaire, principalement pour les laboratoires. Une vaste opération qui, en 2023, n'en est qu'à sa première étape.
En 2015, elle devient aussi membre de l'Académie d'architecture et en 2020, membre du Conseil d'administration de La Cité de l'architecture et du patrimoine, auprès de sa présidente Catherine Chevillot.
Le 23 juin 2021, elle est élue membre de l'Académie des Beaux-Arts à l'Institut de France, dans la section d'architecture. Elle est la première femme élue dans cette section.
Le 18 janvier 2023, elle s'installe sous la coupole de l'Académie des Beaux-arts au siège précédemment occupé par Roger Taillibert.Pour l'occasion, le photographe brésilien Sebastião Salgado prononce l'éloge de l'architecte.
Au printemps 2023, Anne Démians livre le chantier du Grand Nancy Thermal premiers thermes urbains de France, redonnant vie au projet de Louis Lanternier du début du XXe siècle.

## Projets et réalisations
Parmi les projets récents d'Anne Démians, on peut citer :
- 2010 : Lauréat du concours, opération de logements à la Place de la Porte d’Auteuil à Paris[15]
- 2011 : Lauréat du concours, Les Dunes, le siège social de Société Générale à Val-de-Fontenay (construit en 2016)
- 2012 : Livraison de la Cuisine Centrale du 20e Arrondissement de Paris[15]
- 2014 : Livraison de Orescence – M9d4, logements et commerces dans le quartier Massena-Chevaleret à Paris[16]
- 2014 : Livraison de Anagrammes, logements et commerces à Pantin[15]
- 2014 : Livraison de Quai Ouest, complexe tertiaire et résidence à Nancy[17]
- 2014 : Livraison de Polyedres – Logements et commerces à Rungis à Paris[18]
- 2014 : Livraison de REZO, immeuble tertiaire dans le quartier de Saussure, 17e Arrondissement de Paris[19]
- 2015 : Lauréat du concours, ESPCI - École Supérieure de Physique et de Chimie Industrielles à Paris[20]
- 2016 : Lauréat du concours, Parc d’Affaires d’Asnières-sur-Seine[21]
- 2016 : Livraison du Lycée d’Hôtellerie et de Tourisme de Guyancourt[22]
- 2016 : Livraison de Résidence Travailleurs à Strasbourg[23]
- 2016 : Livraison de Les Dunes, le siège social de Société générale à Val-de-Fontenay[24]
- 2018 : Lauréat du concours, Le Grand Nancy Thermal, Métropole du Grand Nancy (en cours de réalisation)[25]
- 2019 : Opération de logements à la Place de la Porte d’Auteuil à Paris[26]
- 2019 : Livraison de Black Swans à Strasbourg[27]
- 2019 : Livraison de Cuisine Centrale de Nice[28]
- 2019 : Lauréat du concours, IN&DI - Pôle tertiaire - site des magasins généraux de Paris, Aubervilliers
- 2019 : Lauréat du concours, Restructuration Sud de l’Hôtel-Dieu de Paris[29]
- 2019 : Lauréat du concours, la NEF de l’Hôtel-Dieu de Paris[30]
- 2020 : Flying Lane - Étude de réflexion urbaine sur le quartier de La Défense, initié par Groupama Immobilier[31]
- 2021 : Lauréat du concours, Carré Central, programme urbain mixte dans le quartier de l'École polytechnique Paris Saclay, Palaiseau[32]
- 2023 : Lauréat du concours, Matrice à Lezennes, bâtiment logistique réversible pour La Poste Immobilier[33]
- 2023 : Livraison du projet Grand Nancy Thermal, soins, sport et loisirs[34]
- 2024 : Lauréat du concours, la Maison de la Culture Arménienne à Alfortville
- 2025 : Lauréat du concours, l'Hôtel des Beaux-arts à Nancy

## Distinctions
- 2022 :  Chevalière de la Légion d'honneur[35]
- 2021 : Membre élue à l'Académie des Beaux-Arts à l'Institut de France[36],[37]
- 2017 :  Chevalière de l'ordre des Arts et des Lettres[38]
- 2015 : Nomination membre titulaire de l’Académie d’Architecture
- 2021 : élue membre de l'Académie des Beaux-Arts à l'Institut de France, installée en janvier 2023[39]

## Enseignement
- 2011-2021 : Professeur à l'Université Paris-Dauphine dans le cadre du Master Management de l’Immobilier, Paris
- 2006-2009 : Professeur associée à l’École spéciale d'architecture, atelier d’architecture et d’urbanisme, Paris
- 2002-2005 : Professeur invitée à l’École spéciale d'architecture, atelier d’architecture et d’urbanisme, Paris
- 1998-2002 : Enseignement du projet à l’École d’architecture de Bretagne, Rennes

## Expositions
- 2021 : « Ce que fait la maquette à l’architecture », Exposition de la maquette du projet « Flying Lane », Maison de l’Architecture Île-de-France, Paris
- 2019 : « Éloge de la Méthode », Exposition du projet Porte d’Auteuil, Cité de l’Architecture et du Patrimoine, Paris
- 2017 : « L’émergence de nouveaux espaces de travail », Exposition du projet Les Dunes, Maison de l’Architecture, Paris
- 2011 : « Traces/Habileetés », Galerie de l’architecture, Paris
- 2010 : « Centre d'hébergement d'urgence de la Mie de Pain », Exposition du concours, Pavillon de l'Arsenal, Paris
- 2009 : « Vers de nouveaux logements sociaux », Cité de l'Architecture et du Patrimoine, Paris
- 2006 : « 3 concours d'architecture », Pavillon de l'Arsenal, Paris
- 2006 : « Construis-moi un lycée », Maison de l’Architecture, Paris
- 2005 : « Six nouveaux équipements à Paris », Pavillon de l'Arsenal, Paris